# 马亚 (葡萄牙)
马亚（葡萄牙语：Maia），葡萄牙北部城市，隶属波尔图区。2015年人口為135,678人。

## 历史
1902年，马亚升格为镇。1986年8月23日，升格为市。

## 友好城市
- 法國 昂德雷济约-布泰翁